# Marina Puškar
Marina Puškar (in serbo Марина Пушкар?; Belgrado, 6 giugno 1982) è un'ex cestista serba.
Alta 194 cm, giocava come ala-centro.

## Carriera
Nel 2006-07 ha giocato con la New Wash Montichiari.
Con la Serbia ha disputato due edizioni dei Campionati europei (2007, 2009).